# Speyeria aphrodite
Speyeria aphrodite är en fjärilsart som beskrevs av Fabricius 1787. Speyeria aphrodite ingår i släktet Speyeria och familjen praktfjärilar. Inga underarter finns listade i Catalogue of Life.